# Rock of Ages
Rock of Ages es el primer álbum en directo del grupo canadiense de rock The Band, publicado por la compañía discográfica Capitol Records en agosto de 1972. Su grabación tuvo lugar durante cuatro conciertos en el antiguo Academy of Music de Nueva York entre el 28 y el 31 de diciembre de 1971 e incluyó canciones del catálogo musical del grupo, publicadas entre los discos Music from Big Pink y Cahoots, además de canciones inéditas como «Get Up Jake» y versiones de temas antiguos como «Don't Do It», de Marvin Gaye, y «(I Don't Want To) Hang Up My Rock and Roll Shoes», de Chuck Willis.
Tras su publicación, Rock of Ages recibió mejores críticas de la prensa musical que con su predecesor, Cahoots, y sirvió como resumen de los primeros cuatro años de existencia del grupo. A nivel comercial, el álbum alcanzó el puesto seis en la lista estadounidense Billboard 200, aunque no llegó a entrar en la lista de discos más vendidos del Reino Unido. Pocos meses después de su publicación, la Asociación de Industria Discográfica de Estados Unidos entregó a Rock of Ages un disco de oro por superar el medio millón de copias vendidas en el país.
En 2001, Capitol remasterizó y reeditó el álbum junto a cierta parte del catálogo musical de The Band con la supervisión de Robbie Robertson. En 2013, Capitol y Universal Records publicaron la gran mayoría del material grabado durante los cuatro conciertos que el grupo ofreció en el Academy of Music en la caja recopilatoria Live at the Academy of Music 1971.

## Trasfondo
Después de finalizar la grabación del álbum Cahoots (1971), The Band comenzó en abril de 1971 una gira por Europa que se extendió a los Estados Unidos en noviembre, una vez publicado el disco. La parte norteamericana de la gira contó con la participación del productor musical John Simon, que tocó la tuba en canciones como «Rag Mama Rag», y la presencia del grupo Taj Mahal como teloneros.

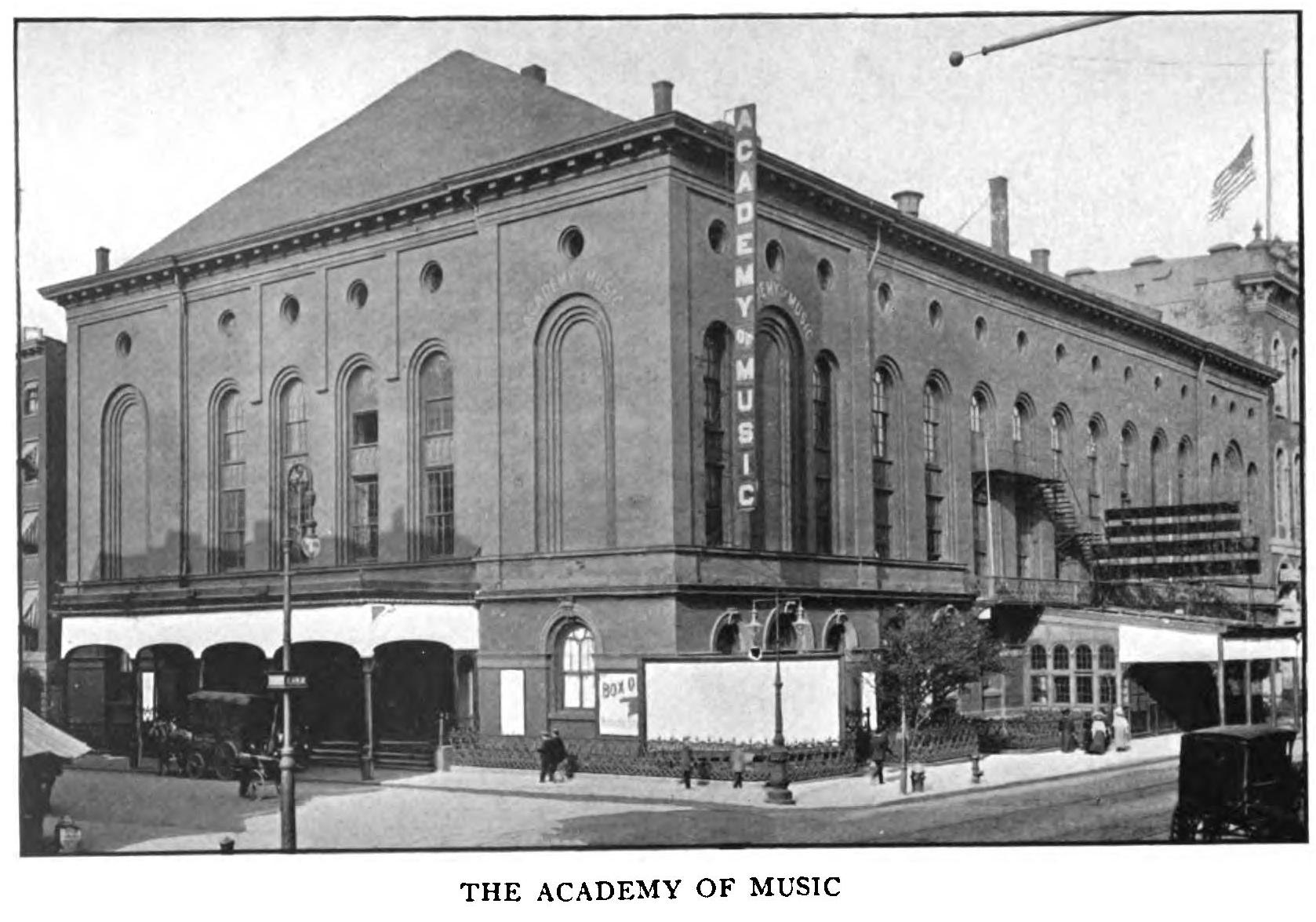
El Academy of Music de Nueva York, lugar donde The Band ofreció cuatro conciertos a finales de 1971.

Debido al menor éxito comercial y de crítica de Cahoots, considerado por parte de la prensa musical un trabajo inferior a los tres primeros álbumes de la banda, el distanciamiento entre Levon Helm y Robbie Robertson se hizo más evidente a raíz del creciente control de Robertson sobre el grupo. Según relató Helm en su autobiografía This Wheel's on Fire: «El dinero entraba, pero teníamos una legión de abogados y contadores que se lo llevaban. Además, éramos poco felices con Albert Grossman porque los acuerdos de publicación eran firmados con diferentes compañías creadas por cada músico, en lugar de con una única compañía con un reparto equitativo para cada uno, como debería haber sido. Sentíamos que Robbie se llevaba más que The Band. El viejo espíritu de todos para uno y uno para todos se había esfumado».
A pesar del menor éxito de Cahoots y del creciente distanciamiento en el seno del grupo, continuaron dando conciertos con frecuencia: la gira norteamericana terminó con cuatro conciertos ofrecidos entre el 28 y el 31 de diciembre de 1971 en el antiguo teatro de ópera Academy of Music de Nueva York, que se grabaron para un posible álbum en directo, siguiendo la estela de trabajos como Wheels of Fire (1968), de Cream, Get Yer Ya-Ya's Out! (1970), de The Rolling Stones y Live at Leeds (1970), de The Who. Helm propuso la idea de grabar un álbum en directo durante una cena con Robertson, en la cual también se planteó la posibilidad de que Allen Toussaint colaborase componiendo arreglos de instrumentos de viento para varias canciones del grupo. Robertson comentó al respecto: «Quería hacer algo tanto con Toussaint como con Gil Evans. Eran las dos personas que hacían cosas que sonaban como lo que estaba escuchando. Me contacté con Evans y hablamos sobre eso. Todavía me gustaría hacer algo con él. Creo que es brillante y hace algo que nadie más sabe hacer».
A los pocos días, Robertson se puso en contacto con Toussaint, con quien trabajó previamente en arreglos para la canción «Life is a Carnival», y le pidió que compusiese partituras de una sección de viento para diez canciones que el propio Robertson seleccionó. La idea original era que Toussaint compusiese los arreglos en Nueva Orleans y volase a Woodstock para pasar unos días con el grupo, antes de iniciar los ensayos en Nueva York. Sin embargo, la maleta con las partituras se extravió en el aeropuerto y los planes fueron modificados. Según comentó Toussaint: «En aquel momento parecía catastrófico. Pero pensé que cuando pasan cosas así, puedes silbar una melodía feliz y comenzar de nuevo. Ahora me siento orgulloso de que aquello pasara porque lo que escribí en Woodstock era mejor que cualquier cosa que hice en mi casa. Me sentí mucho mejor estando ahí y viendo a los chicos en aquel entorno».
A pesar de sufrir problemas de oído durante los primeros días debido al frío extremo de Woodstock, Toussaint fue capaz de terminar varias partituras nuevas para canciones como «Baby Don't You Do It», «The Night They Drove Old Dixie Down», «The W.S. Walcott Medicine Show» y «Unfaithful Servant», antes de que The Band viajase a Nueva York para comenzar los ensayos. Rick Danko comentó sobre el modo de trabajar de Toussaint: «Vino a las montañas. Le dejamos en una de nuestras cabañas. Le preguntamos: "¿Qué quieres, un piano?". Él dijo: "No, solo una grabadora y varias partituras". Le dimos una grabadora con auriculares y escribió lo que le salía de la mente. Es un genio».

## Conciertos

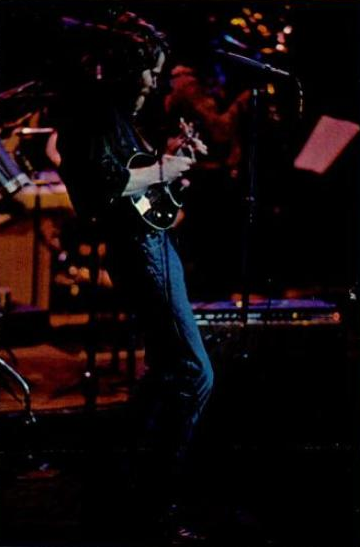
Levon Helm tocando la mandolina en uno de los conciertos ofrecidos en el Academy of Music.

The Band tocó en el Academy of Music durante cuatro noches seguidas para un público de 3 000 espectadores. Al igual que durante la gira, el grupo dividió los conciertos en dos partes: en la primera, el grupo tocaba las canciones «Up on Cripple Creek», «The Shape I'm In», «The Rumor», «Time to Kill», «Strawberry Wine», «Rockin' Chair», «This Wheel's on Fire»,  «I Shall Be Released», «The Weight» y «Stage Fright», además de «Get Up Jake», un descarte del álbum The Band (1969), y «Smoke Signal», del último trabajo de estudio, Cahoots (1971). Tras un pequeño interludio, el grupo volvía al escenario con los cinco miembros de la sección de vientos —los saxofonistas Joe Farrell y J.D. Parron, el trompetista Smooky Young, Howard Johnson en la tuba y Earl McIntyre en el trombón— y tocaban las canciones arregladas entre Robertson y Toussaint, es decir «Life is a Carnival», «King Harvest (Has Surely Come)», «Caledonia Mission», «W.S. Walcott Medicine Show», «The Night They Drove Old Dixie Down», «Across the Great Divide», «Unfaithful Servant» y «Baby Don't You Do It».
La segunda parte comenzaba con una improvisación de Garth Hudson al órgano, titulada «The Genetic Method», y que servía de introducción a «Chest Fever». Tras un nuevo interludio, el grupo volvía al escenario para un encore con los temas «Rag Mama Rag» y «(I Don't Want To) Hang Up My Rock And Roll Shoes». En el caso del concierto que el grupo ofreció el 29 de diciembre, la lista de canciones incluyó una versión de «Loving You Is Sweeter Than Ever», con Rick Danko como vocalista principal.
A pesar de servir como promoción de su último trabajo, el grupo solo interpretó dos canciones de Cahoots durante la gira de 1971, «Life is a Carnival» y «Smoke Signal», y centró la lista de canciones en material de Music from Big Pink (1968), The Band (1969) y Stage Fright (1970). Robertson comentó acerca de esta decisión: «Las canciones de Cahoots eran difíciles de tocar. Eran demasiado experimentales y nunca nos aventuramos a plantear la posibilidad de tocarlas en directo». El mismo criterio se siguió con The Last Waltz, el concierto de despedida de The Band, que solo incluyó una canción del álbum, «Life is a Carnival».
El 31 de diciembre de 1971, The Band recibió a Bob Dylan como artista invitado. Tras tocar la lista habitual de canciones y cerrar con «Rag Mama Rag», Dylan subió al escenario y tocó cuatro canciones: «Down in the Flood», «When I Paint My Masterpiece», «Don't Ya Tell Henry» y «Like a Rolling Stone». Dos años después, el grupo volvió a actuar como banda de respaldo de Dylan en su primera gira norteamericana desde 1966, tras grabar con él Planet Waves (1974).
Tras finalizar la gira, los miembros del grupo se tomaron un descanso, con la excepción de Robertson, que viajó a los Criteria Studios de Miami para mezclar las grabaciones con Phil Ramone como ingeniero de sonido. Sin embargo, a su regreso a Woodstock, tanto Robertson como el resto del grupo no aprobaron el trabajo hecho, y las mezclas tuvieron que volver a realizarse. Según comentó Robertson: «Había algo mal en las mezclas. No podría definir exactamente lo que era, pero estaba mal. Simplemente se perdió». Para ello, Ramone viajó a Woodstock y trabajó en tándem con el ingeniero Mark Harman en los Bearsville Studios de Albert Grossman.

## Recepción
Tras su publicación en agosto de 1972, la prensa musical recibió Rock of Ages con reseñas generalmente positivas, y lo consideró un buen cierre de capítulo a la primera etapa de la carrera de The Band. En este sentido, Stephen Thomas Erlewine escribió para Allmusic: «Ciertamente, se exhibe la tensión de The Band como unidad escénica, pero también hay un corazón salvaje, un ruidoso bombeo en el fondo musical, algo que los álbumes de estudio, por lo demás excelentes, no tienen. En pocas palabras, es un placer escucharlo, lo cual puede ser razonable tras el adusto y caótico Cahoots; pero incluso fuera de ese contexto, Rock of Ages tiene un espíritu distinto a cualquier otro disco de The Band. De hecho, se puede argumentar que capturó el espíritu del grupo en el momento en que ningún otro álbum hizo». En el mismo sentido, Michael Bailey escribió para All About Jazz: «Desintegrada bajo su propio peso, The Band acabó por desaparecer en la nada. Pero entre finales de los 60 y comienzos de los 70, este grupo de individuos pintaron la vida estadounidense del siglo XIX en mejores canciones que las que había antes. Es casi como si hubieran estado allí todo el tiempo, como una parte ancestral de nosotros en una fotografía en blanco y negro en llamas. Rock of Ages no es la representación más precisa de The Band, pero sí la más honesta».
Por otra parte, Wilson y Alroy afirmaron: «Con el respaldo de una sección de viento de cuatro hombres, el sonido es más pulido, más optimista y más actualizado que en los primeros discos de estudio —incluso las voces parecen más fuertes—. Los seguidores que se activaron con aquellos álbumes querrán pasar con el tiempo a éste». Sin embargo, otros periodistas musicales fueron más duros. Al respecto, Robert Christgau comentó: «Es claramente el testimonio de unos artistas que están mirando hacia el pasado, porque el futuro se presenta como un vacío. Un problema que afectó incluso a sus mejores trabajos».
Desde el punto de vista comercial, se convirtió en el mayor éxito del grupo en los Estados Unidos por detrás de Stage Fright (1970), al alcanzar el puesto seis en la lista Billboard 200. Sin embargo, no entró en la lista de discos más vendidos del Reino Unido y supuso el primer disco del grupo en obtener una recepción comercial discreta allí. En los Países Bajos, llegó al puesto tres de la lista Dutch Album Top 100, mientras que en Canadá alcanzó la cuarta posición en la lista de discos más vendidos. Pocos meses después de su publicación, la Asociación de Industria Discográfica de Estados Unidos (RIAA) certificó Rock of Ages como disco de oro al superar el medio millón de copias vendidas en el país.
El primer sencillo promocional, «Baby Don't You Do It», alcanzó el puesto once en la lista canadiense RPM Singles Chart y el 34 en la lista estadounidense Billboard Hot 100. «Baby Don't You Do It» incluyó como cara B «Get Up Jake», un descarte de las sesiones de grabación de The Band (1969) publicada por primera vez en el recopilatorio To Kingdom Come: The Definitive Collection (1989). Un segundo sencillo, «Caledonia Mission», fue publicado en febrero de 1973 solo en los Estados Unidos y no entró en ninguna lista de éxitos.

## Reediciones

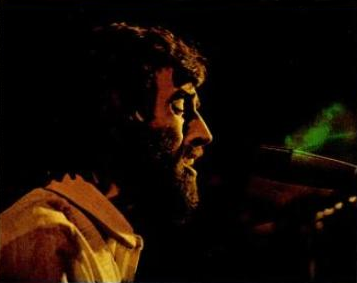
Richard Manuel durante uno de los conciertos ofrecidos en el Academy of Music.

Capitol Records reeditó Rock of Ages en 1980 en dos discos de vinilo por separado, titulados Volume 1 y Volume 2 respectivamente. La primera edición en disco compacto tuvo lugar en 1987, para la cual se acortó la duración de varias canciones de modo que el material cupiese en un solo disco. En 1990, volvió a publicarse como un álbum doble con las canciones originales.
En 2001, la discográfica remasterizó y reeditó el álbum junto a los discos Moondog Matinee (1973), Northern Lights-Southern Cross (1975) e Islands (1977). La reedición, supervisada por Robbie Robertson, incluyó notas escritas por Rob Nowman y diez temas extra, entre las que figuran las cuatro canciones que el grupo tocó con Bob Dylan en el concierto de Año Nuevo y una versión de «Loving You Is Sweeter Than Ever».
La caja recopilatoria A Musical History (2005) incluyó varias canciones de Rock of Ages nuevamente remasterizadas, además de canciones inéditas como «Smoke Signal», que el grupo tocó en el concierto del 28 de diciembre. Cinco años más tarde, Mobile Fidelity Sound publicó una versión del álbum en formato SACD. En 2013, Robertson volvió a trabajar en las mezclas del álbum y supervisó la publicación de Live at the Academy of Music 1971, una caja recopilatoria de cuatro discos y un DVD que incluyó parte de los cuatro conciertos ofrecidos en el Academy of Music. La edición incluyó un ensayo de Robertson y textos de Mumford & Sons y Jim James.

## Lista de canciones
Todas las canciones escritas y compuestas por Robbie Robertson excepto donde se anota.

| Cara A |                                   |                        |          |  |
| N.º    | Título                            | Escritor(es)           | Duración |  |
| 1.     | «Introduction»                    |                        | 1:22     |  |
| 2.     | «Baby Don't You Do It»            | Holland-Dozier-Holland | 5:00     |  |
| 3.     | «King Harvest (Has Surely Come)»  |                        | 4:04     |  |
| 4.     | «Caledonia Mission»               |                        | 3:38     |  |
| 5.     | «Get Up Jake»                     |                        | 3:33     |  |
| 6.     | «The W. S. Walcott Medicine Show» |                        | 3:54     |  |

| Cara B |                                       |                       |          |  |
| N.º    | Título                                | Escritor(es)          | Duración |  |
| 1.     | «Stage Fright»                        |                       | 4:38     |  |
| 2.     | «The Night They Drove Old Dixie Down» |                       | 4:34     |  |
| 3.     | «Across the Great Divide»             |                       | 3:59     |  |
| 4.     | «This Wheel's on Fire»                | Rick Danko, Bob Dylan | 4:07     |  |
| 5.     | «Rag Mama Rag»                        |                       | 4:33     |  |

| Cara C |                          |                                          |          |  |
| N.º    | Título                   | Escritor(es)                             | Duración |  |
| 1.     | «The Weight»             |                                          | 5:32     |  |
| 2.     | «The Shape I'm In»       |                                          | 4:14     |  |
| 3.     | «The Unfaithful Servant» |                                          | 4:48     |  |
| 4.     | «Life is a Carnival»     | Levon Helm, Robbie Robertson, Rick Danko | 4:17     |  |

| Cara D |                                                    |              |          |  |
| N.º    | Título                                             | Escritor(es) | Duración |  |
| 1.     | «The Genetic Method»                               | Garth Hudson | 7:48     |  |
| 2.     | «Chest Fever»                                      |              | 5:24     |  |
| 3.     | «(I Don't Want to) Hang Up My Rock and Roll Shoes» | Chuck Willis | 4:20     |  |

| Temas extra (reedición de 2001) |                                   |                              |          |  |
| N.º                             | Título                            | Escritor(es)                 | Duración |  |
| 1.                              | «Loving You Is Sweeter Than Ever» | Stevie Wonder, Ivy Jo Hunter | 3:28     |  |
| 2.                              | «I Shall Be Released»             | Bob Dylan                    | 4:03     |  |
| 3.                              | «Up on Cripple Creek»             |                              | 4:38     |  |
| 4.                              | «The Rumor»                       |                              | 5:02     |  |
| 5.                              | «Rockin' Chair»                   |                              | 4:06     |  |
| 6.                              | «Time to Kill»                    |                              | 4:07     |  |
| 7.                              | «Down in the Flood»               | Bob Dylan                    | 5:25     |  |
| 8.                              | «When I Paint My Masterpiece»     | Bob Dylan                    | 4:17     |  |
| 9.                              | «Don't Ya Tell Henry»             | Bob Dylan                    | 4:38     |  |
| 10.                             | «Like a Rolling Stone»            | Bob Dylan                    | 5:24     |  |

## Créditos
| The Band - Rick Danko: voz, bajo y violín - Levon Helm: batería, mandolina y voz - Garth Hudson: órgano, piano, acordeón, saxofón tenor y saxofón barítono - Richard Manuel: piano, órgano, clavinet, batería y voz - Robbie Robertson: voz y guitarras Músicos invitados - Bob Dylan: guitarra y voz - Howard Johnson: bombardino, tuba y saxofón barítono - Allen Toussaint: arreglos de viento - Snooky Young: trompeta y fliscorno - Joe Farrell: saxofón tenor y saxofón soprano - Earl McIntyre: trombón - J. D. Parron: saxofón alto y clarinete | Equipo técnico - John A. Beck: diseño - Shawn Britton: masterización - Bob Cato: diseño - Eric Cato: mezcla - John Echeele: mezcla - Ernst Haas: mezcla - Mark Harman: ingeniero de sonido - Fred Lombardi: mezcla - Phil Ramone: ingeniero de sonido - Squadra Galileo: diseño |

## Posición en listas
| País           | Lista              | Posición |
| -------------- | ------------------ | -------- |
| Canadá         | RPM Albums Chart   | 4        |
| Estados Unidos | Billboard 200      | 6        |
| Países Bajos   | Dutch Albums Chart | 3        |

| Sencillo                       | País           | Lista             | Posición |
| ------------------------------ | -------------- | ----------------- | -------- |
| «Don't Do It»                  | Canadá         | RPM Singles Chart | 45       |
| «Don't Do It»                  | Estados Unidos | Billboard Hot 100 | 34       |
| «Hang Up My Rock'n Roll Shoes» | Estados Unidos | Billboard Hot 100 | 113      |

## Certificaciones
| País           | Organismo certificador | Certificación | Ventas certificadas | Ref.  |
| -------------- | ---------------------- | ------------- | ------------------- | ----- |
| Estados Unidos | RIAA                   | Oro           | 500 000             | [ 6 ] |